# Fanny Westerdahl
Fanny Amalia Westerdahl, född 21 februari 1817 i Stockholm, död där 27 mars 1873, var en svensk skådespelare och sångare. Hon var gift med skådespelaren Carl Edvard Hjortsberg, son till Lars Hjortsberg, 1837–1849; efter skilsmässan kallade hon sig fru Westerdahl.

## Biografi och karriär
Westerdahl föddes som dotter till en konsertmästare och antogs vid Dramatens elevskola 1828. Hon debuterade vid tolv års ålder 1829 men uppmärksammades först vid en roll år 1831, som anses vara hennes egentliga debut och var fast anställd vid Dramaten 1836–1862.
År 1843 hade hon en lön på 1 400, samma som Anders Selinder; Nils Almlöf, Fredrik Kinmansson och Emilie Högquist hade 1 600, Charlotta Almlöf 1 333 och Gustaf Kinmansson 400. 1858 togs hon som exempel på den gamla onyanserade deklamationsstilen, även om det tilläggs att hon ger den stor känsla. Efter pensioneringen gästspelade hon ofta, en gång 1865.

## Kritik och teknik
Fanny Westerdahl beskrivs som vacker, med fin sång- och talröst och med snabb och säker uppfattningsförmåga och mimik. 1849 ansågs hon vara den enda av teaterns aktriser som passade för högre drama och berömdes för okonstlad natur, värme och "mild passion". Hon ansågs passa bäst för stora dramer. 1838 gjorde hon en studieresa till Paris.
En av hennes mest uppskattade roller var Hedvig i Banditbruden, där hon gav prov på sin improvisationsförmåga i en omtalad anekdot. Då hon i en scen skulle skjuta sin motspelare Georg Dahlqvist, klickade skottet, varför hon istället slog till honom med gevärskolven i huvudet, så han blev medvetslös på riktigt. Då han återfick medvetandet, berömde han henne med orden: "Du är sublim."
Säsongen 1856–1857 ville hon spela sin gamla glansroll Amalia en sista gång, men fick höra "frun är för gammal" och rollen gavs till Zelma Hedin, men då Hedin blev sjuk, bad man Fanny Westerdahl spela den. Hon vägrade, och bötfälldes med en månadslön. Hon var inte så gammal, men hade vid det här laget börjat bli mycket fet och drack ofta, beskrivs som fräck, grov och lättsinnig men bra i komedier och beröms av August Bournonville som ett exempel på instinkt och fantasi i stället för ren utbildning.

## Repertoar och roller

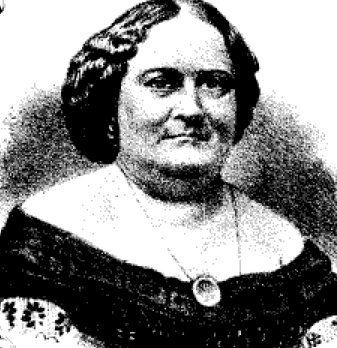
Fanny Westerdahl på äldre dagar.

Fanny Westerdahl övertog Sara Torsslows roller och Elisabet Frösslinds Cendrillon. Bland hennes talroller fanns Louise i Kabal och kärlek, Isaura i Lifvets skola, titelrollerna i Hedvig eller banditbruden, Jenny Mortimer, Johanna af Montfaucon, Griselda, Louise de Lignerolles, Fröken de Belle Isle, Eulalie Pontois, Amalia i Rövarbandet, Karin Månsdotter i Erik XIV och Anna i Värmlänningarna. Westerdahl medverkade även i operor, och bland hennes sångroller nämns Cendrillon, Papagena i Trollflöjten och Bettly i Alphyddan. Bland övriga roller fanns Lilla Matrosen säsongen 1839–1840, Fanny Duncan i Högländaren vid hovet mot Georg Dahlqvist, Nils Almlöf och Emilie Högqvist 1844–1845, Marie i Läkaren mot Almlöf, Johan Hyckert och Charlotta Almlöf 1845–1846, Anna i Värmlänningarna mot Strandberg 1846–1847, furstinnan Axinia i Erik XI:s son mot Dahlqvist och Almlöf 1847–1848, Ebba Bielke i Siri Brahe mot Zelma Hedin och Almlöf 1856–1857, drottningen i Hamlet mot Edvard Swartz, Almlöf och Elise Hwasser 1857–1858, Emilia i Othello mot Dahlqvist, Almlöf, Karl Gustaf Sundberg 1858–1859, Jöran Perssons fru i Erik XIV mot Edvard Swartz, Signe Hebbe och Elise Hwasser 1860–1861.

### Roller (ej komplett)
| År   | Roll     | Produktion                                                                                            | Teater                      |
| ---- | -------- | --- | --------------------------- |
| 1829 | Julie    | Den förtroliga aftonmåltiden Jean-Baptiste Pujoulx                                                    | Kungliga Dramatiska Teatern |
| 1831 | Carolina | Baschan i Suresne, eller Fruntimmersvänskapen Charles-Guillaume Étienne och Charles Gaugiran-Nanteuil | Kungliga Dramatiska Teatern |
| 1842 |          | Vår unga gudmor Eugène Scribe, Lockroy och Jules Chabot de Bouin                                      | Kungliga Dramatiska Teatern |